# Josef Calasanz Platter
Josef Calasanz Platter (* 17. August 1858 in Thums bei Sterzing; † 22. März 1905 in Innsbruck) war ein Tiroler Schriftsteller und Fremdenverkehrsexperte.

## Leben
Platter besuchte einige Jahre das Gymnasium in Brixen und fand nach einer „Sturm- und Drangzeit“ Anstellung bei der Etschregulierungskommission in Bozen. Schon früh trat Platter auch schriftstellerisch hervor. Er verfasste Belletristisches, Reiseführer und vertrat im Zusammenhang mit der Tiroler Landesausstellung im Jahre 1893 als Sekretär des Tiroler Fremdenverkehrsverbandes gemeinsam mit dem Sekretär der Tiroler Handelskammer, Anton Kofler, die Auffassung, in Innsbruck ein Panoramagemälde zum Thema der Tiroler Freiheitskriege von 1809 zu erstellen. Dieses Innsbrucker Riesenrundgemälde wurde bis zur internationalen Sportausstellung von 1896 verwirklicht.

## Werke (Auswahl)
- Josef Eisenstecken. Ein Lebensbild aus dem Jahre 1809. C. Jandl, Meran 1885
- Bozen-Gries und Umgebung. Mit 24 Illustrationen und 3 Karten. Gewidmet den Festtheilnehmern an der XVI. General-Versammlung des Deutschen und Oesterreichischen Alpenvereins von der Section Bozen. Städtebilder-Verlag, Zürich 1889
- Raut’n und Rosmarin. Geschichten und Skizzen aus Tirol. Mit einem Vorwort von Prof. Dr. I. von Zingerle. Illustrirt von W. Humer. A. Edlinger’s Verlag, Innsbruck 1892 (Landesbibliothek Dr. Friedrich Tessmann)
- Schlösser und Burgen in Tirol. Separatabdruck aus der Zeitschrift des deutschen und österreichischen Alpen-Vereines. Deutscher und österreichischer Alpen-Verein, Graz 1895 (Landesbibliothek Dr. Friedrich Tessmann)